# Festkörperchemie
Die Festkörperchemie ist ein Teilgebiet der Chemie, das sich mit der Darstellung, der Struktur, den Eigenschaften und den Anwendungen von Stoffen im festen Aggregatzustand  (Festkörper) beschäftigt.
Zumeist handelt es sich bei den Festkörpern um anorganische Verbindungen. Viele Festkörper liegen in kristalliner Form vor, die durch die periodische dreidimensionale Anordnung kleinerer Bausteine (Atome, Ionen, Moleküle) gekennzeichnet ist. Jedoch sind auch amorphe Festkörper, wie zum Beispiel Gläser, Gegenstand der Festkörperchemie. Typische Beispiele für anorganische Festkörper umfassen Mineralien, Salze, Metalle sowie Legierungen.
Die Aufklärung der mikroskopischen Struktur und deren Zusammenhang mit makroskopischen Eigenschaften stellt eine wichtige Aufgabe der Festkörperchemie dar. Eine scharfe Abgrenzung der Festkörperchemie von der Festkörperphysik und der Werkstoffwissenschaft sowie der Mineralogie, der Metallurgie und der Kristallographie ist nicht ohne weiteres möglich.